# Simona Pop
Simona Pop, nata Deac (Satu Mare, 25 dicembre 1988), è una schermitrice rumena, specializzata nella spada.

## Biografia
Iniziò a praticare la scherma nel CS Satu Mare, uno dei principali centri schermistici della Romania, sotto la guida di Francisc Csiszar che l'ha allenata per dodici anni.
Ha ottenuto una laurea in matematica e informatica, al Mihai Eminescu National College di Satu Mare ed ha poi studiato management contabile e gestionale alla Vasile Goldis Western University di Arad ottenendo una laurea di secondo livello al Mihai Eminescu National College.
Nel 2012 ha sposato Adrian Pop, un collega della squadra romena di spada.
La Pop ha conquistato la medaglia d'argento nel 2008 al Campionato europeo Junior di Acireale, partecipando poi alla XXV Universiade a Belgrado. Fu per breve tempo selezionata in nazionale durante l'infortunio del capitano della squadra Ana Maria Brânză e poi divenne riserva al ritorno della Brânză. Divenne la numero 2 della Romania dopo il rimpasto che seguì i Giochi della XXX Olimpiade e il ritiro di Simona Gherman, Anca Măroiu e Loredana Dinu. Si trasferì quindi al CSA Steaua Bucureşti dove avevano militato le colleghe della nazionale Brânză e Maria Udrea.

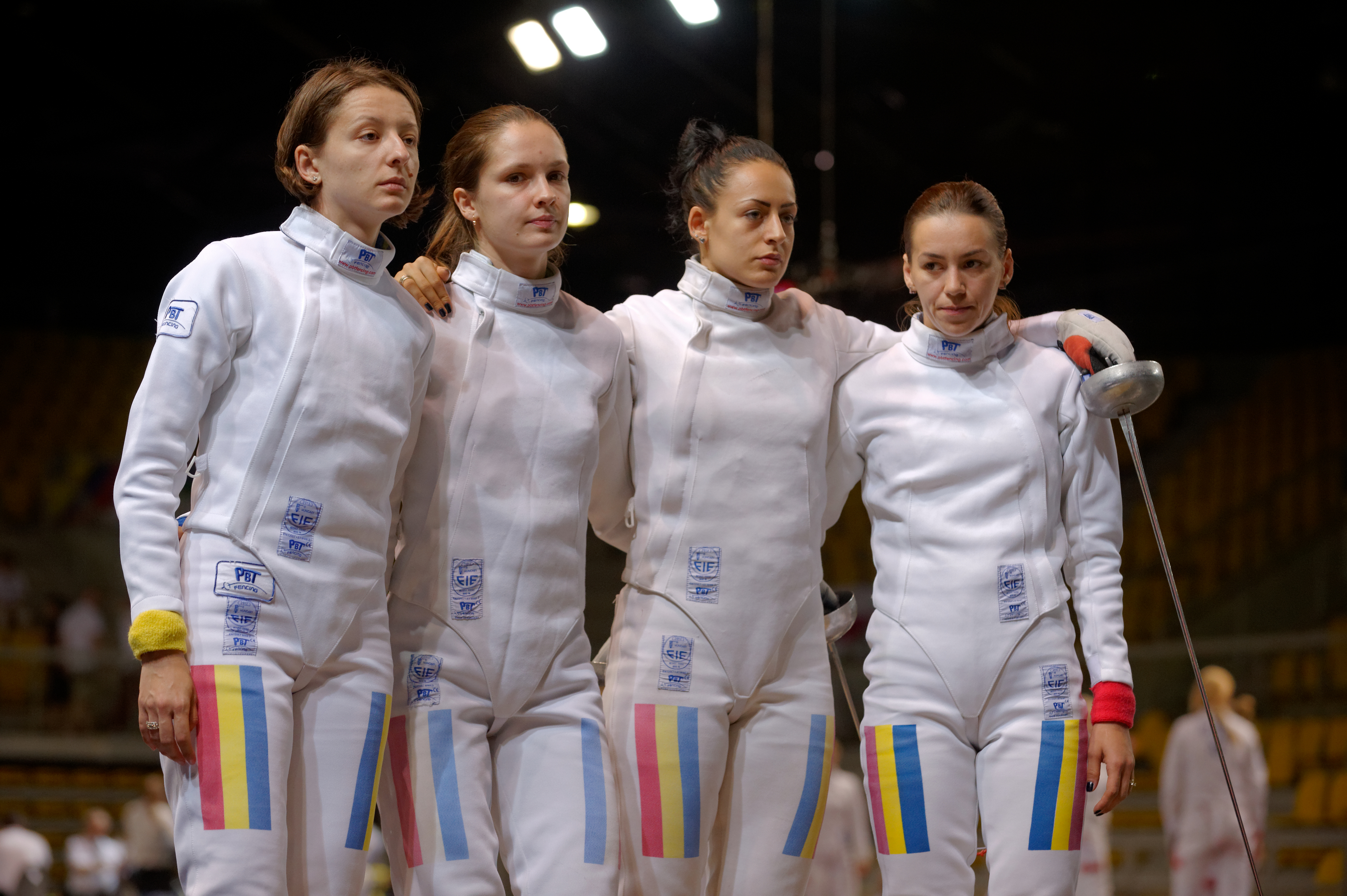
Pop (seconda da sinistra) con la squadra romena al Campionato europeo di scherma 2014

Nella Coppa del Mondo di scherma 2013 la Pop ha ottenuto una medaglia di bronzo a squadre a Saint-Maur, e una medaglia d'argento all'European Champion Clubs' Cup con il CSA Steaua. Si classificò al sedicesimo posto al Campionato europeo di scherma 2013 a Zagabria, vincendo poi la medaglia d'argento nella gara a squadre. Disputò la semifinale alla XXVI Universiade a Kazan', dove venne sconfitta dalla cinese Sun Yiwen conquistando una medaglia di bronzo. Al Campionato mondiale di scherma 2013 a Budapest, batté la medaglia d'argento degli europei Francesca Quondamcarlo, ma si fermò al tabellone a 32 al Courtney Hurley negli Stati Uniti. Nella gara a squadre del mondiale 2013, la Romania venne sconfitta in semifinale dalla Russia, e si batté contro la Francia nella gara per il terzo posto. Entrata quando il punteggio era 21–24 a favore della Francia, la Pop andò sul 25-25 contro Auriane Mallo, consentendo alla capitano Ana Brânză di vincere la gara. La Pop terminò la stagione al n. 26 mondiale, il suo miglior risultato al 2014.
Nella Coppa del mondo di scherma 2014 la Pop ha vinto una medaglia d'oro a squadre al Doha World Cup. Al Campionato europeo di scherma 2014 è stata sconfitta al primo turno dalla francese Joséphine Jacques-André-Coquin, che vinse poi la medaglia di bronzo. Nella gara a squadre, la Romania prevalse facilmente sull'Ucraina, con la Pop maggior contributrice al successo. La Romania ottenne una vittoria di misura contro l'Italia in semifinale incontrando così la Russia in finale. La Pop è stata la prima a vincere contro le russe, permettendo poi alla Brânză di pareggiare e alla Gherman di chiudere la gara con una vittoria della Romania. Nella gara individuale, la Popha battuto la Auriane Mallo nel tabellone preliminare dei 64. Al torneo a squadre del Campionato mondiale di scherma 2014 la Romania ha perso contro l'Italia ai quarti di finale classificandosi al quinto posto.
La Coppa del mondo di scherma 2015 ha visto il ritorno alle competizioni di Anca Măroiu e Loredana Dinu. La Pop è divenuta la n. 3 romena ed ha contribuito alla solidità della squadra, specialmente nella gara di Buenos Aires World Cup dove riuscì a piazzare un +14 total in semifinale contro la Russia sconfiggendo Tat'jana Logunova 8–0. In ha vinto il primo titolo nazionale sconfiggendo la Anca Măroiu. Ai primi di giugno ha raggiunto le semifinali al Campionato europeo di scherma 2015, dove ha perso contro la campionessa uscente Rossella Fiamingo, ottenendo una medaglia di bronzo.

## Palmarès
- Giochi olimpici

Rio de Janeiro 2016: oro nella spada a squadre.
- Mondiali

Budapest 2013: bronzo nella spada a squadre.
Mosca 2015: argento nella spada a squadre.
- Europei

Zagabria 2013: argento nella spada a squadre.
Strasburgo 2014: oro nella spada a squadre.
Montreux 2015: oro nella spada a squadre e bronzo nella spada individuale.
Toruń 2016: bronzo nella spada individuale.